# Bevis-Marks-Synagoge

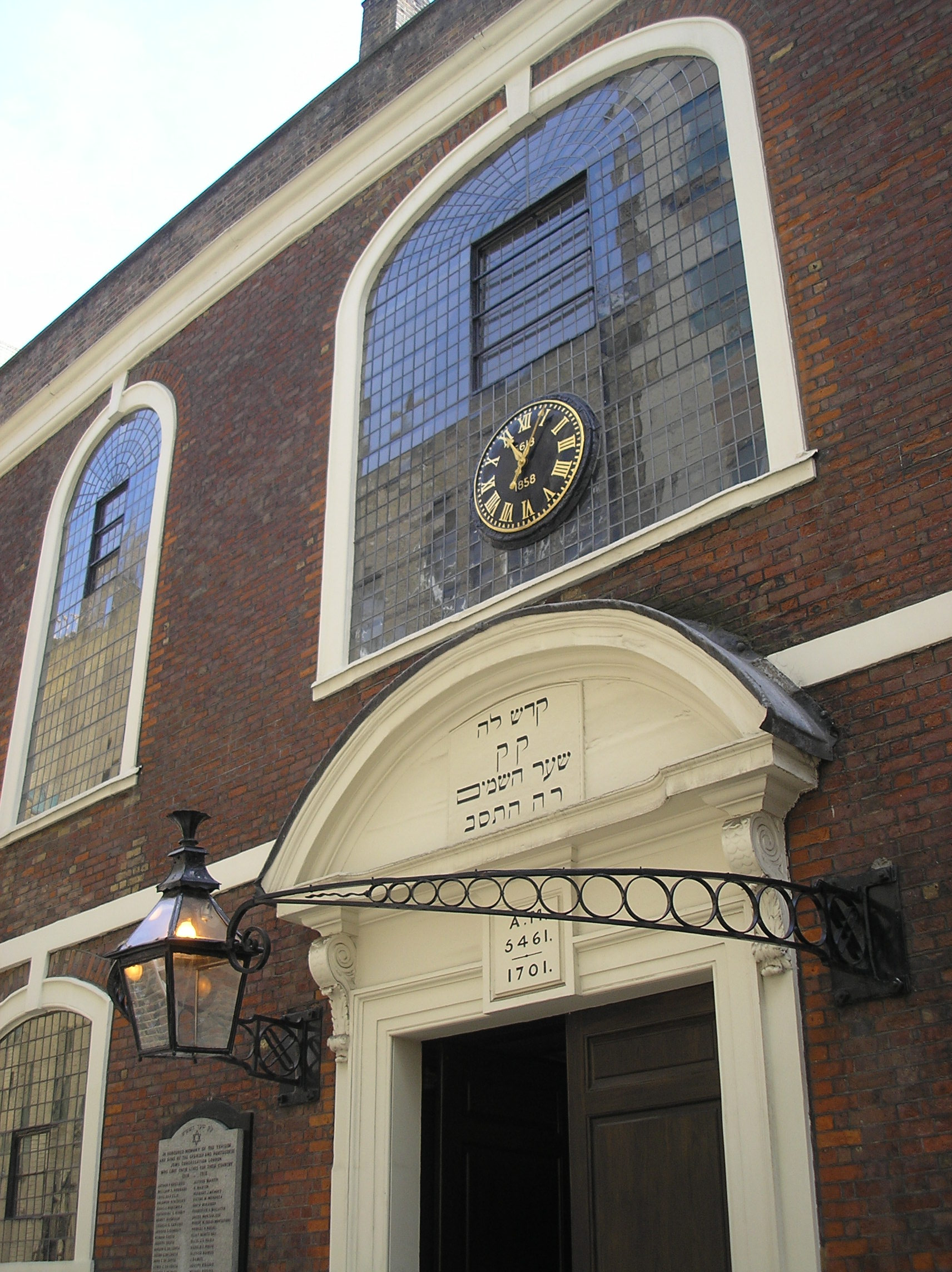
Portal der Bevis Marks Synagoge

Die Bevis-Marks-Synagoge (Englisch: Bevis Marks Synagogue) in der Heneage Lane im East End von London ist die älteste heute noch bestehende Synagoge Englands.

## Geschichte
Sie wurde von 1699 bis 1701 von der im 17. Jahrhundert gegründeten sephardischen Gemeinde als zweistöckiger Kastenbau aus roten Ziegelsteinen erbaut. Sie ist 24,50 Meter × 15 Meter groß und hat nach dem Vorbild der Synagoge von Livorno innen auf drei Seiten (Frauen)-Emporen.